# Jafarabad och Janjira
Jafarabad och Janjira var ett furstendöme på Indiens västkust, söder om Bombay. Då furstendömet blev en vasallstat under den brittiske monarken antogs en flagga med den brittiska som utgångspunkt (se t.h.)
Murud-Janjirafortet i Janjira, distriktet Raigad, med 12 m tjocka murar, anses idag vara det mest respektingivande i Maharashtra. Shivaji försökte en gång inta detta fort från sjösidan, men misslyckades. Jafarabad ligger längre inåt landet, 20 mil från Janjira, idag i distriktet Aurangabad. Furstendömets totala yta var 835 km².
Den härskande dynastin i furstendömet var alltsedan 1600-talet siddis, en dynasti med abessinskt ursprung. Man hade innan man grundade sitt furstendöme varit militärer i Bijapurs tjänst.

## Furstendömets historia
- 1650 – Furstendömet Jafarabad grundas
- 1702 – Furstendömet Janjira grundas
- 1762 – Jafarabad och Janjira förenas genom personalunion